# Michael Agwi
Michael Agwi (* 4. September 2003 in Dublin) ist ein irischer Tennisspieler.

## Leben
Agwi wurde in Irland geboren, zog aber schon im frühen Kindesalter mit seiner Familie in die deutsche Hauptstadt Berlin, wo er mit vier Jahren beim TK Gold-Blau Steglitz mit dem Tennisspielen anfing. Sein Vater kommt aus Nigeria und seine Mutter stammt aus der Ukraine. Neben Englisch spricht Agwi auch fließend Deutsch.
Er war auf der ITF Junior Tour nur bei zwei Turnieren aktiv. In seinen ersten zwei Profijahren bis 2023 schaffte er einmal den Einzug in das Halbfinale auf der drittklassigen ITF Future Tour, stand aber noch außerhalb der Top 1000 der Weltrangliste. Das änderte sich 2024, als Agwi bei gleich sechs Futures das Endspiel erreichte und drei Titel gewann und in die Top 500 einzog. Seit fünf Jahren hatte kein Ire mehr ein Future-Turnier im Einzel gewonnen. Bei einem höher dotierten Challenger-Turnier in Hamburg qualifizierte er sich das erste Mal für ein Turnier dieser Kategorie und besiegte zum Auftakt Cem İlkel. Mit einem Sieg gegen den Top-200-Spieler Marc-Andrea Hüsler stand Agwi als erster Ire seit einigen Jahren in einem Challenger-Viertelfinale. Dort verlor er gegen Clément Chidekh.
Der einzige Auftritt auf der höchsten Turnierebene, der ATP Tour, erfolgte Anfang 2024 in Dubai, als Agwi zusammen mit seinem Landsmann Osgar O’Hoisin eine Wildcard für das Doppelfeld erhielt. Dort unterlagen sie Lloyd Glasspool und Jean-Julien Rojer.
Für die irische Davis-Cup-Mannschaft wurde Agwi 2023 das erste Mal eingesetzt. In drei Begegnungen bis 2024 weist er eine Bilanz von 2:4 auf. Im Davis-Cup-Match im Februar 2024 gegen Dominic Thiem verlor Agwi in einem bemerkenswerten Match trotz mehrerer Satzbälle.